# Carl Herslow (militär)
Carl Nicolaus Herslow, född 4 september 1877 i Adolf Fredriks församling i Stockholm, död 9 april 1965 i Hedvig Eleonora församling i Stockholm, var en svensk militär och affärsman.
Under första världskriget var Herslow kopplad till svenska underrättelsetjänsten UB där han bland annat gjorde resor till St Petersburg.
Herslow var överstelöjtnant och var militärattaché i Berlin och Moskva 1926–1928, innan 1928 blev direktör för Svenska Tändsticksaktiebolagets dotterföretag i Polen och svensk generalkonsul. Han var också en av de svenska kurirer i Polen som smugglade ut dokument åt den polska motståndsrörelsen. Samtidigt med detta arbetade han för den svenska underrättelsetjänsten som han skrev rapporter åt.
Carl Herslow arresterades i Warszawa 29 juli 1942 misstänkt för spioneri, sedan tyska Gestapo hade fått upp spåret på Warszawasvenskarna. Han dömdes till döden i juli 1943 i Berlin, men benådades efter en vädjan av kung Gustaf V hos Adolf Hitler, kontakter via  Heinrich Himmlers massör Felix Kersten samt som bytesvara i handelsförhandlingar om svenska kullagerleveranser.
Carl Herslow var son till justitierådet Ernst Herslow och Josephine Grönn samt bror till Helena Herslow. Han är begraven på Norra begravningsplatsen utanför Stockholm.